# Gnaphaloryx multicavus
Gnaphaloryx multicavus es una especie de coleóptero de la familia Lucanidae.

## Distribución geográfica
Habita en Célebes.